# Hermann Koenig
Hermann Koenig (* 27. Mai 1883 in Landeshut, Provinz Schlesien; † 22. Mai 1961 in Hamburg) war ein deutscher Landschaftsarchitekt.

## Leben

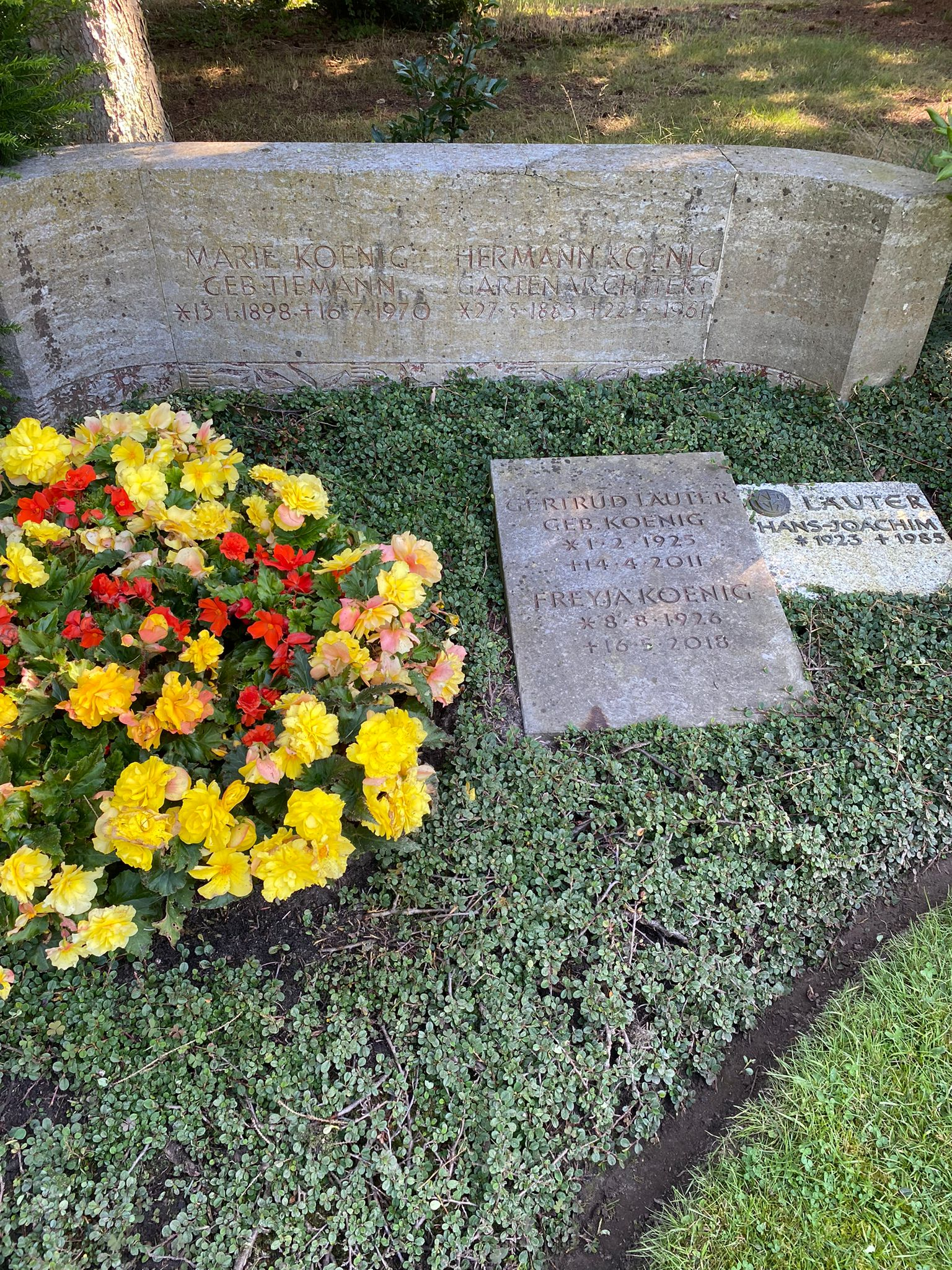
Grabstätte auf dem Friedhof Großhansdorf

Hermann Koenig besuchte nach einer Gärtnerausbildung an der Königlich-prinzlichen Hofgärtnerei in Kamenz die Höhere Gartenbauschule in Köstritz sowie die Kunstgewerbe- und Handwerkerschule Magdeburg. Anschließend arbeitete er als Gartentechniker in mehreren Architekturbüros in Hessen, im Rheinland sowie in Mannheim. Auf Veranlassung von Alfred Lichtwark kam er nach Hamburg, wo er ab 1909 im Gartenbaubetrieb von Jakob Ochs arbeitete. Von 1910 bis 1919 führte er gemeinsam mit Jonathan Roggenbrod als Teilhaber und künstlerischer Leiter die Landschaftsgärtnerei Koenig & Roggenbrod.
Nach dem Kriegsdienst im Ersten Weltkrieg kehrte Koenig in die Hansestadt zurück. Hier gründete er als alleiniger Inhaber die Geschäftsstelle für Gartenbau, Kulturtechnik und Siedlungswesen. Das Büro Koenigs lag zunächst am Jacobi-Kirchhof 24, später in der Ferdinandstraße 14 und in den 1950er Jahren am Jungfernstieg. Zwischen 1919 und 1940 galt Koenig als einer der bekanntesten Landschaftsgestalter Hamburgs. Besonderen Wert legte er darauf, Gartenkunst, bildende Kunst und die Sozialreform für den Städtebau miteinander zu verbinden.
Von 1921 bis 1934 war Koenig Vorsitzender des Bundes Deutscher Gartenarchitekten und ab 1933 2. Vorsitzender der Hamburgischen Künstlerschaft. Zudem gehörte er der Hamburger Ortsgruppe des Deutschen Werkbunds und der Reichskammer der bildenden Künste an. Bereits zum 1. September 1931 trat er der NSDAP bei (Mitgliedsnummer 625.000). Sein Einfluss in den Berufsorganisationen ließ ab 1934 nach.
Neben der Gartengestaltung und Verbandstätigkeiten schrieb Koenig Beiträge für einschlägige Fachzeitschriften. 1925 gründete er „Der deutsche Gartenarchitekt“, dessen Redaktion er übernahm. Zudem war er Autor mehrerer Bücher.
Hermann Koenig verstarb kurz vor Vollendung seines 78. Lebensjahres. Beigesetzt wurde er auf dem Friedhof der Gemeinde Großhansdorf.

## Gestaltete Parks
Zu den von Koenig gestalteten Parks gehörten der Stadtpark in Elmshorn (1935) und die Roseninsel des Schlossparks in Emkendorf (1939). Erhalten geblieben sind bis heute der Eichtalpark in Wandsbek (1925/26) sowie das Strandbad des Bredenbeker Teichs in Hoisbüttel, entstanden etwa 1924/25.

## Würdigungen
1913 wurde ihm die Preußische Silberne Staatsmedaille verliehen. 1914 erhielt er die Goldene Porträtmedaille der Kaiserin. Es handelte sich dabei um die damals höchste Auszeichnung für Gartenkunst.
Erwin Barth war der Meinung, dass Koenig zuzuschreiben sei, das eigenständige Berufsbild eines Gartenarchitekten durchgesetzt und im öffentlichen Leben zur Anerkennung geführt zu haben.